# Шепунов, Борис Николаевич
Борис Николаевич Шепунов (1897, Елизаветполь — 30 августа, 1946, Москва) — офицер Русской императорской армии, участник Белого движения.

## Биография
Участник Корниловского мятежа в 1917. В годы Гражданской войны служил в Закаспийской белой армии. В 1920 эмигрировал в Иран, откуда уехал в Приморье к атаману Г. М. Семёнову. В 1930-е — 1940-е работал следователем японской полиции на станции Пограничная, возглавлял отдел БРЭМ в Мукдене. В период 1935—1937 по заданиям японской военной миссии активно занимался переброской эмигрантской агентуры на территорию СССР. В 1938 назначен начальником отдела «Бюро по делам российских эмигрантов» в Харбине и проводил работу по подготовке белогвардейцев к участию в войне. В 1940 содействовал убийству 20 членов РФС, обвинённых японцами в шпионаже на СССР, но оправданных японским судом и освобождённых из-под стражи. В 1941 участвовал в формировании белогвардейского отряда, предназначавшегося для вооружённого нападения на СССР. В 1945 арестован советскими спецслужбами. В августе 1946 приговорён к расстрелу по делу атамана Г. М. Семёнова, К. В. Родзаевского и др.